# Фахд (бронетранспортёр)

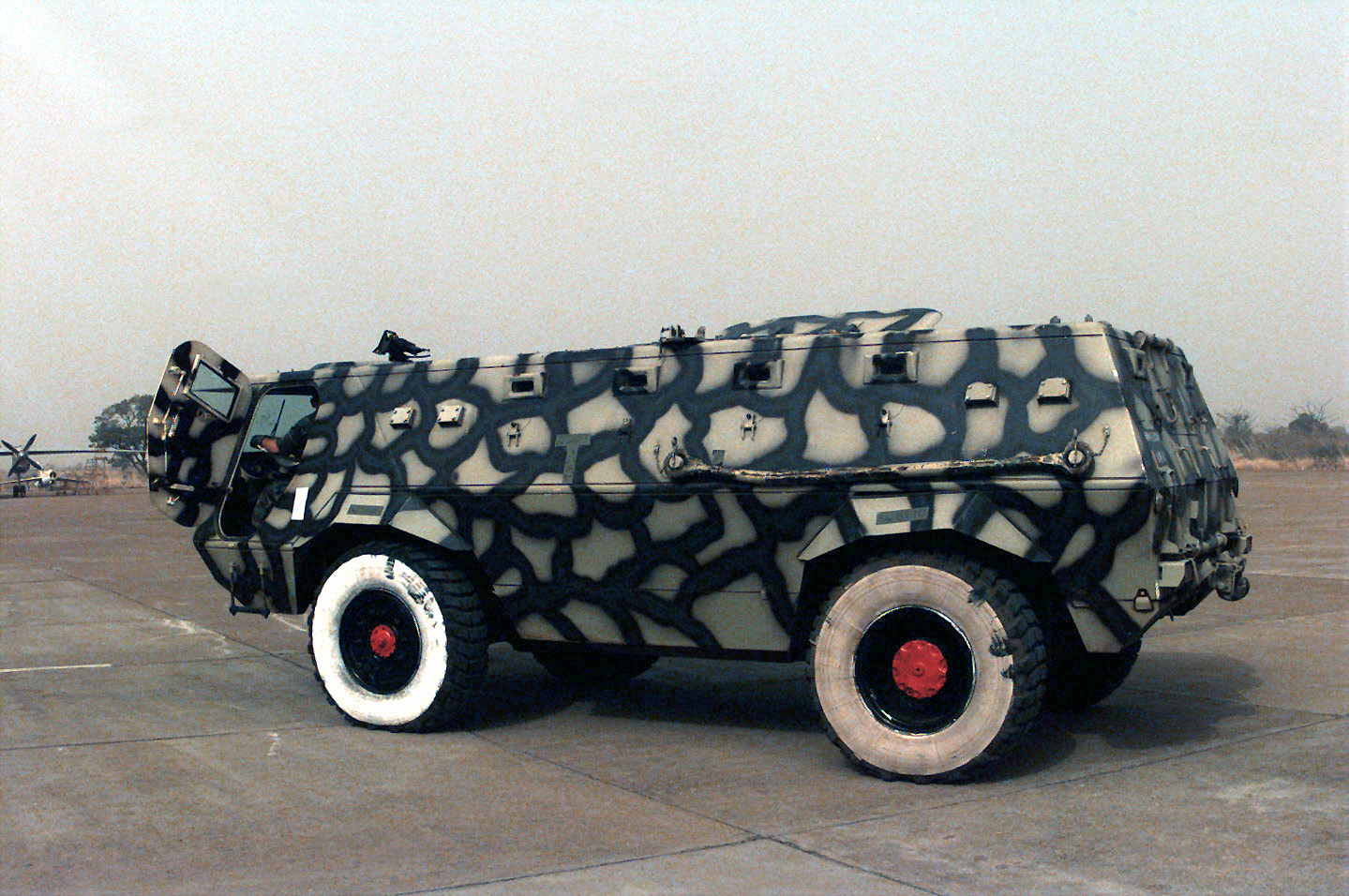
Fahd армии Мали

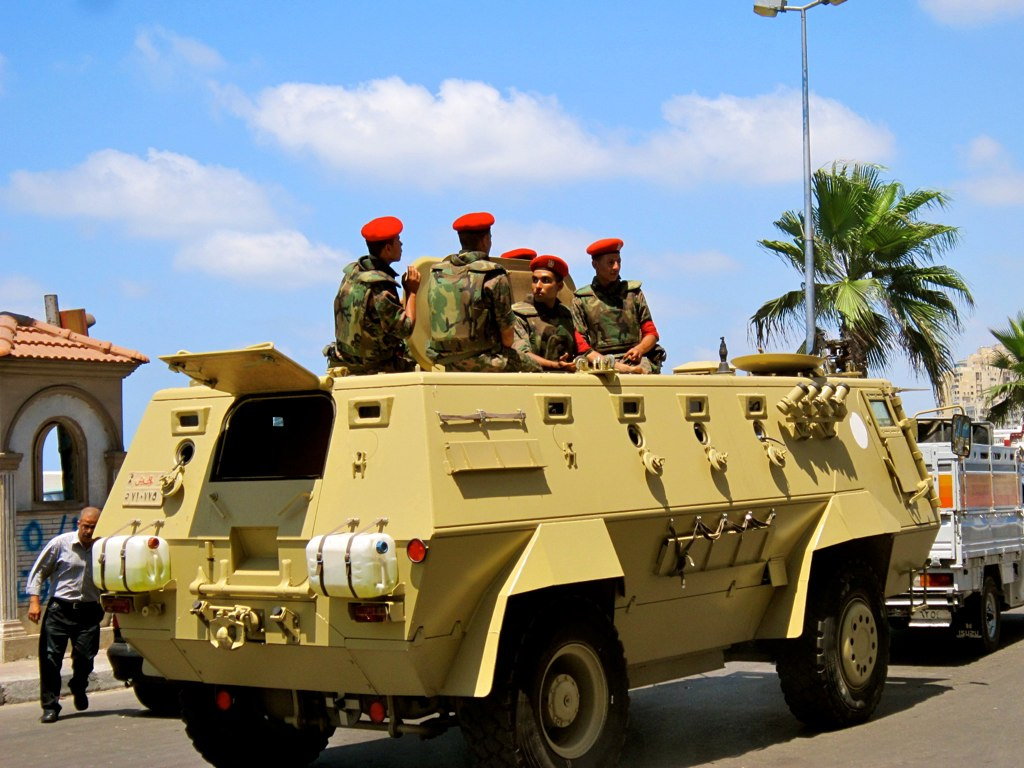
Fahd египетской военной полиции

«Фахд» — бронетранспортёр, спроектированный западногерманской фирмой «Тиссен-Хершель» по заказу министерства обороны Египта. Изначально машина именовалась TH-390.

## История
Серийное производство на заводе фирмы «Кадер» в городе Гелиополе началось в 1985 году. 
Бронемашины поступали в подразделения египетской армии на замену морально устаревшим БТР «Валид». До 1995 года было построено более 500 машин.

## Модификации
Изначально предусматривалось, что на базе "Фахд" может быть создано семейство бронетехники (в том числе, разведывательная машина, командно-штабная машина, санитарная машина и ремонтная машина).
- Fahd - первый вариант (на шасси Даймлер-Бенц LAP 1117/32 с двигателем мощностью 168 л.с.). В качестве оружия могли быть установлены либо два 7,62-мм пулемёта, либо одна 20-мм автоматическая пушка, либо пусковая установка ПТУР[1]
- Fahd 240. Шасси Mercedes Benz LAP 1424/32, усиленное бронирование и новый дизельный двигатель Mercedes Benz ОМ-366 LA мощностью 275 л. с. Все предыдущие Fahd были доведены до этого стандарта. Масса достигла 11,6 тонн.
- Fahd 280 w/ BTM-208 Turret с французской башней BTM-208 фирмы SAMM, производимой по лицензии. В башне установлены 12,7-мм и 7,62-мм пулемёт. Экипаж увеличен до 3 человек, а десант остался прежним.
- Fahd 280-30 с башней от БМП-2, вооружённый 30-мм автоматической пушкой 2А42, спаренной с 7,62-мм пулемётом ПКТ и ПТРК «Конкурс», масса достигла 12,5 тонн (1991 год).

## Страны-эксплуатанты
- Алжир

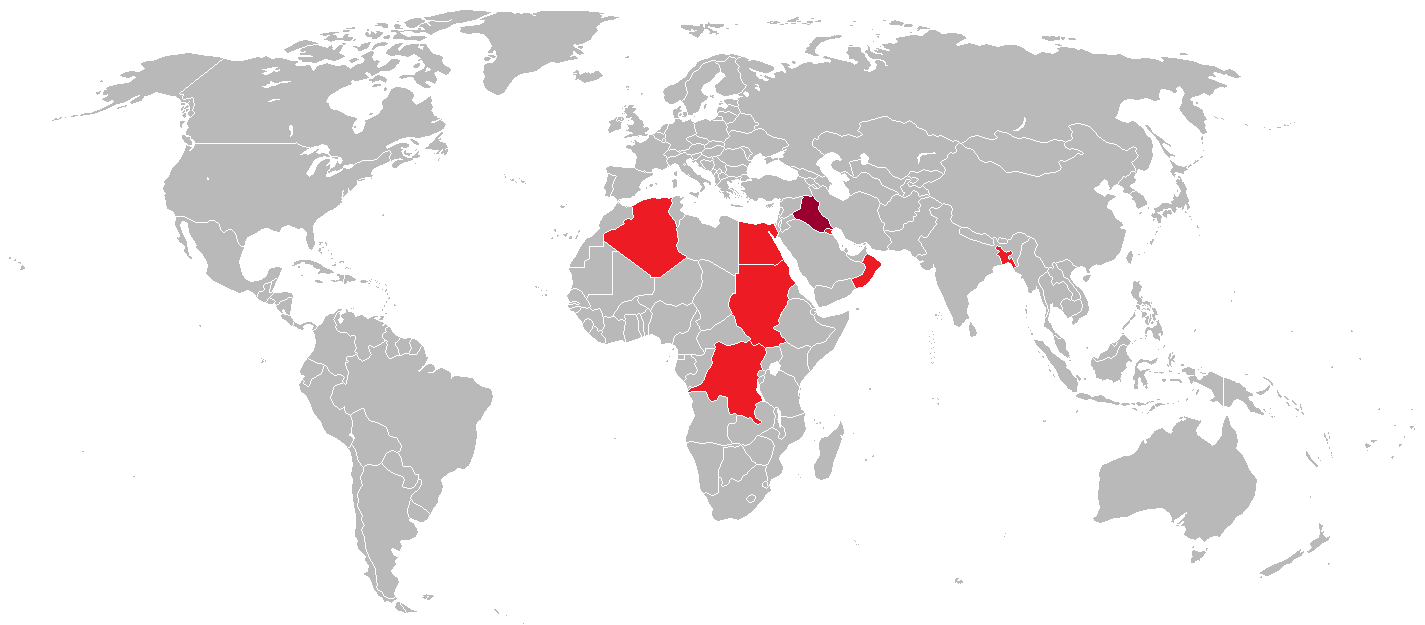
Карта операторов Fahd. Современные операторы выделены ярко-красным, бывшие — тёмно-красным

  - Сухопутные войска Алжира — 100 единиц, по состоянию на 2015 год[2]
  - Жандармерия Алжира — 100 единиц, по состоянию на 2015 год[3]
- Бахрейн — 53 единицы БРЭМ Фахд-240, по состоянию на 2015 год[4]
- Египет — первые бронемашины поступили в опытную эксплуатацию в 1984 году[1]; по состоянию на начало 2022 года на вооружении имелось 410 единиц "Фахд-30" и 390 "Фахд"[5]
- Кувейт — 40 единиц Fahd на хранении, по состоянию на 2015 год[6]
- ДР Конго — 7 единиц Фахд, по состоянию на 2015 год[7]

Ранее состоял на вооружении
- Мали — 5 единиц Фахд, по состоянию на 2005 год[уточнить]